# Bauchi (stato)
Bauchi è uno dei 36 stati della Nigeria, con capitale la città omonima di Bauchi. Fu creato nel 1976 dopo la dissoluzione del North-Eastern State.
Lo Stato è diviso in 20 aree di governo locale:
- Alkaleri
- Bauchi
- Bogoro
- Damban
- Darazo
- Dass
- Gamawa
- Ganjuwa
- Giade
- Itas/Gadau
- Jama'are
- Katagum
- Kirfi
- Misau
- Ningi
- Shira
- Tafawa-Balewa
- Toro
- Warji
- Zaki

## Società

### Lingue e dialetti
Tra le lingue parlate nella regione, la lingua labir, utilizzata da circa 13.000 persone.